# Adolf Perutz
Adolf Perutz (15. října 1824 Teplice – 14. ledna 1899 Teplice) byl rakouský a český podnikatel a politik německé národnosti, v 2. polovině 19. století poslanec Českého zemského sněmu.

## Biografie
Profesně působil jako obchodník a podnikatel. Byl majitelem teplických dolů a hutí. Byl rovněž bankéřem. Vedl firmu Beer Perutz & Söhne v Teplicích. V tomto městě se také veřejně angažoval. Byl členem obecního i okresního zastupitelstva, ředitelem teplické spořitelny a členem průmyslových korporací.
V 80. letech 19. století se zapojil i do zemské politiky. V doplňovacích volbách roku 1885 byl zvolen na Český zemský sněm za kurii obchodních a živnostenských komor (obvod Liberec). Patřil k německým liberálům (takzvaná Ústavní strana, později Německá pokroková strana). Mandát obhájil za týž obvod i ve volbách v roce 1889 a volbách v roce 1895. Na sněmu zasedal v četných komisích, soustřeďoval se na otázky rozvoje podnikání a důlního průmyslu.
Zemřel v lednu 1899 ve věku 75 let.